# 50 km marcha
50 km marcha (pt/pt) ou Marcha de 50 km (pt/br) é uma modalidade da marcha atlética e a mais longa prova do atletismo, introduzida nos Jogos Olímpicos em Los Angeles 1932. Os principais eventos mundiais onde os 50 km de marcha são disputados são os Jogos Olímpicos (só masculina até a Rio 2016), o Campeonato Mundial de Atletismo, a Copa do Mundo de Marcha Atlética e o IAAF Race Walking Challenge (todos mistos), circuito mundial anual de provas da marcha atlética ao redor do mundo organizado pela World Athletics.
Em 2020 o COI decidiu acabar com os 50 km marcha nos Jogos Olímpicos, substituídos por prova mista. Em Tóquio 2020 ela foi disputada apenas no masculino. No Campeonato Mundial de Atletismo de 2022 foi substituída pela Marcha de 35 km.

## História
Provas de marcha existem desde os séculos XVII e XVIII. Os primeiros competidores eram homens que andavam ou corriam ao lado dos treinadores de seus senhores. A aristocracia da época começou a fazer apostas sobre quais de seus lacaios ganhariam uma corrida – e algumas delas demoravam seis dias – e o esporte começou a se popularizar no século XIX, quando passou a ser chamado de "pedestrianismo".
A marcha estreou em Olimpíadas em St. Louis 1904 numa distância de meia milha, como parte do chamado All-Around Championship, modalidade precursora do decatlo. Ela voltou a aparecer nos Jogos não-oficiais de Atenas 1906 e a partir daí em distâncias diversas. A distância de 50 km foi padronizada a partir de Los Angeles, em 1932, e assim disputada desde então. O primeiro campeão olímpico da prova foi o britânico Thomas Green; o atual recorde mundial – 3:32:33 – pertence ao francês Yohann Diniz. O polonês Robert Korzeniowski, ex-recordista mundial, tricampeão olímpico e tricampeão mundial, é o maior nome da história desta prova. Rússia, Itália, Alemanha, México e China são outros países com grande presença na modalidade.
Assim como fizeram anteriormente em todas as distâncias do atletismo, dos 800 m à maratona, até terem sua capacidade de correr estas distâncias como os homens reconhecida e estas provas passarem a fazer parte de Jogos Olímpicos e Campeonatos Mundiais, as mulheres também vem disputando os 50 km em tempos recentes, informalmente ou em torneios menores. Recentemente, a IAAF oficializou o primeiro recorde mundial desta distância da marcha para mulheres, num primeiro passo para introduzir a prova em Olimpíadas. Ela foi introduzida num torneio global no Campeonato Mundial de Atletismo de 2017, em Londres, e a portuguesa Inês Henriques quebrou seu próprio recorde mundial neste campeonato, estabelecendo a marca de 4:05:56  para a distância, já superado desde então.

## Regras
A marcha difere da corrida no sentido de que nela um pé do atleta sempre precisa estar em contato com o solo. As regras também exigem que a perna posterior do passo esteja sempre esticada do ponto de toque no solo até que o passo sobre aquele ponto tenha sido completado. A falta deste movimento é considerado ilegal e um passo de corrida e o atleta é punido com um cartão de aviso. Três cartões recebidos significam a desclassificação. A competição é feita sempre em ruas ou estradas e em grandes eventos costumam começar e terminar dentro do estádio de atletismo mas nos últimos anos há uma tendência em colocar a chegada da marcha em locais de interesse histórico ou cênico.

## Recordes
De acordo com a World Athletics.
Homens
| Recorde          | Tempo   | Atleta        | País      | Data           | Local        |
| Recorde mundial  | 3:32:33 | Yohann Diniz  | França    | 15 agosto 2014 | Zurique      |
| Recorde olímpico | 3:36:53 | Jared Tallent | Austrália | 4 agosto 2012  | Londres 2012 |

Mulheres
 (apenas recorde mundial, a prova ainda não foi disputada em Jogos Olímpicos)
| Recorde         | Tempo   | Atleta   | País  | Data         | Local     |
| Recorde mundial | 3:59:15 | Liu Hong | China | 9 março 2019 | Huangshan |

## Melhores marcas mundiais
As marcas abaixo são de acordo com a World Athletics.

### Homens
| Posição | Tempo   | Atleta              | País       | Data              | Local            |
| ------- | ------- | ------------------- | ---------- | ----------------- | ---------------- |
| 1       | 3:32:33 | Yohann Diniz        | França     | 15 agosto 2014    | Zurique          |
| 2       | 3:33:12 | Yohann Diniz        | França     | 13 agosto 2017    | Londres          |
| 3       | 3:34:14 | Denis Nizhegorodov  | Rússia     | 11 maio 2008      | Cheboksary       |
| 4       | 3:34:38 | Matej Tóth          | Eslováquia | 21 março 2015     | Dudince          |
| 5       | 3:35:29 | Denis Nizhegorodov  | Rússia     | 13 junho 2004     | Cheboksary       |
| 6       | 3:35:47 | Nathan Deakes       | Austrália  | 2 dezembro 2006   | Geelong          |
| 7       | 3:36:03 | Robert Korzeniowski | Polónia    | 27 agosto 2003    | Paris            |
| 8       | 3:36:04 | Alex Schwazer       | Itália     | 11 fevereiro 2007 | Rosignano Solvay |
| 9       | 3:36:06 | Yu Chaohong         | China      | 22 outubro 2005   | Nanquim          |
| 10      | 3:36:13 | Zhao Chengliang     | China      | 22 outubro d2005  | Nanquim          |

### Mulheres
| Posição | Tempo   | Atleta               | País     | Data            | Local      |
| ------- | ------- | -------------------- | -------- | --------------- | ---------- |
| 1       | 3:50:42 | Elena Lashmanova     | Rússia   | 5 setembro 2020 | Voronovo   |
| 2       | 3:57:08 | Klavdiya Afanasyeva  | Rússia   | 15 junho 2019   | Cheboksary |
| 3       | 3:59:15 | Liu Hong             | China    | 9 março 2019    | Huangshan  |
| 4       | 3:59:56 | Margarita Nikiforova | Rússia   | 5 setembro 2020 | Voronovo   |
| 5       | 4:03:51 | Li Maocuo            | China    | 9 março 2019    | Huangshan  |
| 6       | 4:04:36 | Liang Rui            | China    | 5 maio 2018     | Taicang    |
| 7       | 4:04:50 | Eleonora Giorgio     | Itália   | 19 maio 2019    | Alytus     |
| 8       | 4:05:46 | Julia Takács         | Espanha  | 19 maio 2019    | Alytus     |
| 9       | 4:05:56 | Inês Henriques       | Portugal | 13 agosto 2017  | Londres    |
| 10      | 4:07:30 | Ma Faying            | China    | 9 março 2019    | Huangshan  |

- As marcas de Elena Lashmanova - 3:50:42 - e de Klavdiya Afanasyeva - 3:57:08 -  conquistadas na Rússia, foram validadas mas não reconhecidas pela IAAF como novos recordes mundiais quando estabelecidas, devido à não-existência de um mínimo de três juízes internacionais durante a prova, o que é necessário pelas regras da Federação Internacional de Atletismo para a validação de um recorde mundial. Devido à suspensão da Rússia de competições esportivas pelo COI, juízes internacionais não atuam nas competições internas do atletismo russo. Com isso oficialmente o recorde mundial continua a pertencer à chinesa Liu Hong.[9]

## Melhores marcas olímpicas
As marcas abaixo são de acordo com o Comitê Olímpico Internacional – COI.
| Posição | Tempo   | Atleta              | País                                        | Medalha | Local        |
| ------- | ------- | ------------------- | ------------------------------------------- | ------- | ------------ |
| 1       | 3:36:53 | Jared Tallent       | Austrália                                   | ouro    | Londres 2012 |
| 2       | 3:37:09 | Alex Schwazer       | Polónia                                     | ouro    | Pequim 2008  |
| 3       | 3:37:16 | Si Tianfeng         | China                                       | prata   | Londres 2012 |
| 4       | 3:37:54 | Robert Heffernan    | República da Irlanda                        | bronze  | Londres 2012 |
| 5       | 3:38:29 | Viacheslav Ivanenko | União das Repúblicas Socialistas Soviéticas | ouro    | Seul 1988    |
| 6       | 3:38:46 | Robert Korzeniowski | Polónia                                     | ouro    | Atenas 2004  |
| 7       | 3:38:56 | Ronald Weigel       | Alemanha Oriental                           | prata   | Seul 1988    |
| 8       | 3:39:01 | Li Jianbo           | China                                       |         | Londres 2012 |
| 9       | 3:39:27 | Jared Tallent       | Austrália                                   | prata   | Pequim 2008  |
| 10      | 3:39:45 | Hartwig Gauder      | Alemanha Oriental                           | bronze  | Seul 1988    |

- A medalha de ouro do russo Sergey Kirdyapkin, campeão em Londres 2012, foi anulada por doping em 2016. As medalhas foram realocadas quatro anos após os Jogos.[11]

## Marcas da lusofonia
| País     | Masculino | Atleta      | Ano  | Local          | Feminino | Atleta         | Ano  | Local   |        |
| Portugal | 3.45.17   | João Vieira | 2012 | Pontevedra     | 4:05:56  | Inês Henriques | 2017 | Londres | [ 12 ] |
| Brasil   | 3:47.02   | Caio Bonfim | 2016 | Rio de Janeiro | 4:22.46  | Viviane Lyra   | 2019 | Lima    | [ 13 ] |